# 赤んぼ少女
『赤んぼ少女』（あかんぼしょうじょ）は、週刊少女フレンド（講談社） 1967年30号から39号まで連載された楳図かずおの漫画作品、または本作を原作とする2008年公開の映画作品。
本作を原作の一つとする1968年の映画『蛇娘と白髪魔』については、当該記事を参照のこと。

## 概要
乳児の姿のまま成長しなかった怪物に執拗に襲われる少女の惨劇を描くサスペンスホラー。
後年、楳図は本作について「お化けの立場に立って物語を見ていった最初の作品」だと述懐している。

## あらすじ
物語は葉子がばあやに連れられ生家である南条家にやって来るところから始まる。葉子は出生時の取り違えが原因で孤児として育ったが、父に見つけ出されたことで晴れて生家で暮らせるようになったのだ。夢にまで見た裕福な暮らしに戸惑いながらも喜びを隠しきれない葉子。しかし、彼女の幸せな日々は謎の赤子・タマミによって脆くも崩れ去ってしまうのだった。

## 登場人物
南条 葉子（なんじょう ようこ）
本作のヒロイン。南条家の娘として生まれたが、出生時の取り違えが原因で孤児として育った。そして、12歳になったある日、父によって見つけ出され、ようやく実家で暮らせるようになったが、タマミの執拗な暴力に苦しめられる。
南条 タマミ（なんじょう たまみ）
葉子の義姉。彼女と同日に生まれたが、赤ん坊の姿のまま成長が止まっている。普段は大人しい赤ん坊として振る舞っているが、実年齢相応の知能を持ち会話もできる。また、身体能力も本物の赤ん坊とは比較にならないほど高く、立って歩き回ることはもちろん、飛び上がったりすることも可能。さらに、口には牙が生えており、右手だけが異常に発達していて大人の男性を絞殺するほどの腕力があるといった、怪物的肉体の持ち主でもある。本来は身元不明の女性が生んだ子どもだが、取り違えによって南条家の娘として育つ。養父からは忌み嫌われていたが、養母の夕子には可愛がられていたため彼女にだけは心を許しており、葉子が来るまでの南条家での暮らしはそれなりに幸せだったと語っていた。しかし、本来の娘である葉子が南条家に迎えられたため、彼女の美貌に対する嫉妬心から本性を現し、事あるごとに苦しめてきた。また、取り違えの事実を知る産院の医師を殺害し、その真相を調べてタマミを排除しようとした養父も殺そうとするなど、遂に一線を超えた悪事も働く。しかし葉子のボーイフレンドの高也が養父を救出して真相を聞き出し、それを突きつけられたことで追い詰められてしまう。進退窮まり、葉子を道連れに自殺しようと持っていた濃硫酸で心中を図るが、誤って自分だけが浴びてしまい瀕死の状態となる。最期は養母の腕の中で、これまでの悪事に対する懺悔と別れの言葉を遺して息絶えた。一見すると残忍な性格のようだが、葉子のような普通の少女としての暮らしに憧れながらも諦めざるを得ないことを悲しんだり、自分が行ってきたことに罪悪感も抱いていたことを最期に告白するといった人間らしい心も持ち合わせており、そのキャラクター性から本作の真のヒロインと見る向きもある。
南条 夕子（なんじょう ゆうこ）
葉子の実母でタマミの養母。タマミが赤ん坊の姿のまま成長しないため、心を病んでいた。
葉子の父
葉子の実父でタマミの養父。タマミを疎んじており、それが原因でタマミに重傷を負わされ、コレクションの鎧に閉じ込められたが、高也とばあやに救われ、一命を取り留める。
ばあや
南条家の使用人を務めている老婆で、葉子を南条家へと連れてきた。
吉野 高也（よしの たかや）
ばあやの孫息子で、十津川高校の2年生。葉子と出会い、ボーイフレンドになる。ハンサムな顔立ちでタマミは彼に恋心を抱き、そのことで葉子への嫉妬と憎しみをより募らせることとなる。タマミに疑心を抱いており、終盤では葉子の父親を救出し、葉子とタマミの出世の秘密を告げる。正義感が強い一方、タマミに対して表面的には親しい態度をとりながらも彼女がいないところで不気味だと陰口を言ったり、タマミを身も心も醜いと一方的に断じるなど、人をうわべだけでしか見ないところもある。
院長先生
葉子とタマミが生まれた山川産院の院長を務める老医師。出生の秘密を日記に書き留めていたためにタマミに殺され、日記も破かれてしまう。

## 映画版
2007年製作、2008年8月2日公開。R-15指定。赤子のような姿の怪物に襲われる少女の物語という骨子は変わらないが、設定や展開が大きく変えられている。
キャッチコピーは『あの伝説のトラウマ作品、戦慄の映画化!』

### 主な変更点
- 舞台は昭和35年
- 葉子とタマミは昭和20年生まれの双子で、戦争により生き別れとなった。
- 原作には名前のない葉子の父とばあやにそれぞれ、南条敬三と紀伊スエというフルネームが設定されている。
- タマミが一切喋らず、終始唸り声を上げている。

### キャスト
- 南条葉子：水沢奈子
- 南条敬三：野口五郎
- 吉村高也：斎藤工
- 運転手：板尾創路
- 吉村誠也：堀部圭亮
- 紀伊スエ：生田悦子
- 南条夕子：浅野温子

### スタッフ
- 原作：楳図かずお
- 製作総指揮：大月俊倫
- プロデューサー：鳥澤晋
- 監督：山口雄大
- 脚本：小林弘利
- 音楽：原田智英・中川孝
- 撮影：岡雅一
- 特殊メイク・特殊造形：西村喜廣
- VFXスーパーバイザー：鹿角剛司
- アクション監督：鈴村正樹
- 製作：「赤んぼ少女」フィルムパートナーズ
- 配給：日活

### パッケージソフト
キングレコードより2009年3月25日に発売。品番は初回限定版がKIBF9629~9630、通常版がKIBF629。

## 書誌情報
- 赤んぼ少女（佐藤プロ・花文庫 No.20 1968年）
- のろいの館（秋田書店・サンデーコミックス 1969年）
  - 「怪談」を併録
- のろいの館（秋田書店・秋田漫画文庫 1976年）
- 楳図かずお恐怖劇場（小学館・ビッグスピリッツ特別編集 1985年）
  - 「蟲たちの家」「蛇」「ねがい」「うばわれた心臓」「絶食」を併録。本作の冒頭は同書のためにカラー化もしくは二色刷りに変更されている。
- 恐怖劇場1（小学館・スーパー・ビジュアル・コミックス 1992年）ISBN 978-4-09-160093-6
  - 上記『楳図かずお恐怖劇場』の廉価版。カラーページおよび二色刷りのページはモノクロで収録。
- 赤んぼう少女 - 楳図かずお作品集 (角川ホラー文庫 1994年）ISBN 978-4-04-160806-7
  - 「黒いねこ面」、「怪談」、楳図と大槻ケンヂの対談を併録。
- 赤んぼ少女（小学館・ビッグコミックススペシャル 2008年）ISBN 978-4-09-182187-4
- 赤んぼ少女（楳図かずお画業55th記念 少女フレンド/少年マガジン オリジナル版作品集7・講談社漫画文庫 2011年）ISBN 978-4-06-370793-9